# Bruno Cetto
Bruno Cetto (n. 21 aprilie 1921, Trento – d. 16 iulie 1991, Rimini) a fost un inginer, profesor de inginerie mecanică, micolog și scriitor științific italian. Abrevierea numelui său în cărți științifice este Cetto.

## Biografie

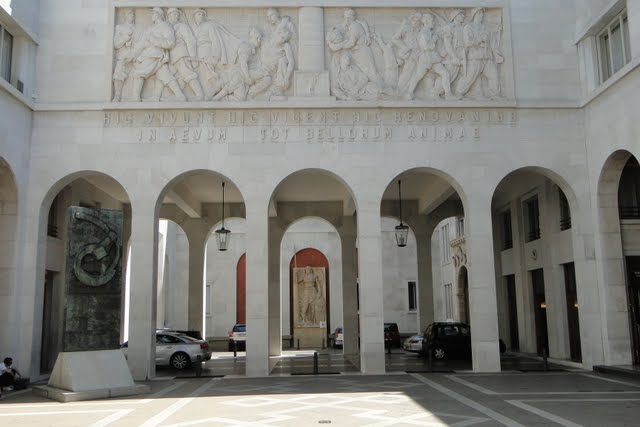
Universitatea Padova, curtea interioară

### Inginerul
Fiul licențiatului în literatură și filozofie la Academia Științific-Literară Milano, de asemenea profesor de liceu, Adolfo Cetto (n. 20 februarie 1873, Selva di Levico  - d. 31 decembre 1963, Trento), s-a interesat deja ca băiat pentru natură, în special pentru micologie. Dar după absolvirea liceului din Trento a început și terminat studiul cu diploma în inginerie mecanică industrială la Universitatea din Padova. După acea a început ca profesor de tehnologie mecanică și de laborator tehnologic la Institutul de Tehnică Industrialã (ITI) M. Buonarroti" din Trento (1946-1956). După un scurt intermezzo de un an la "Institutul Național de lemn" din Florența, el s-a reîntors la institutul Buonarotti, fiind numit din 1986 decan al acestei instituții.

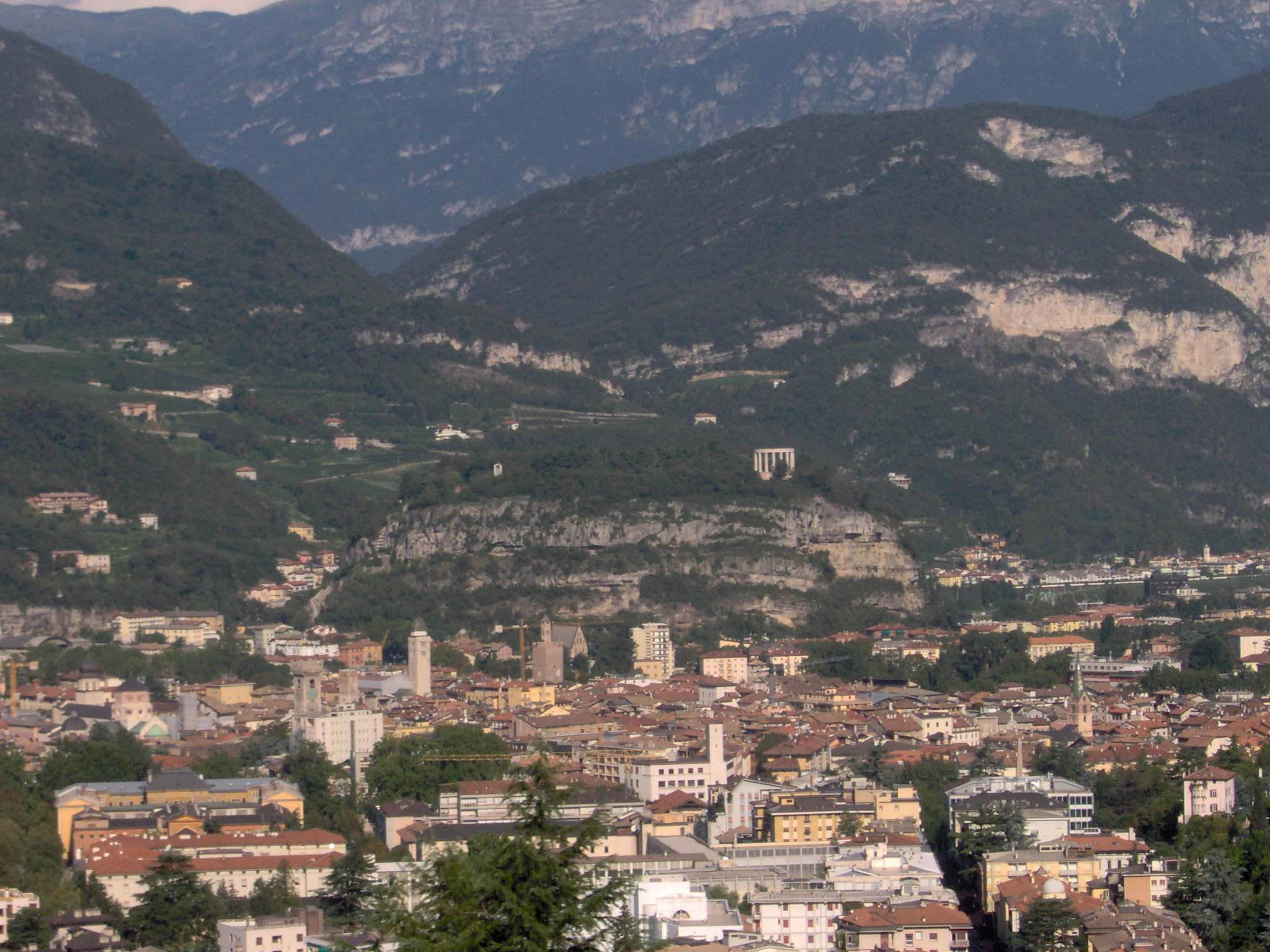
Trento

### Micologul
Dar Cetto s-a aplicat cu mai multă pasiune micologiei metodice, devenind unul dintre cei mai mari și profunzi cunoscători acestui sector în Europa și în alte pârți ale lumii. În acest context, a întreținut relații cu oameni de știință distinși, în special din Germania. Cu activitatea sa a contribuit la diseminarea cunoștințelor despre ciuperci (cărțile sale, unele dintre ele traduse în diferite limbi, au devenit patrimoniu popular italian) Deja în anul 1966, Ministerul Sănătății al Italiei (în cooperare cu Departamentul de Sănătate al Provinciei Autonome Trento) a recunoscut științele sale cuprinzătoare și l-a numit director al cursurilor naționale pentru formarea profesională a personalului medical însărcinat cu controlul de ciuperci comestibile. Mai departe a fost desemnat pentru elaborarea unei legislații privind protecția buretilor prin organele provinciale.
Cetto este considerat cel mai important reprezentant al educației micologiei la nivelul publicului larg. Tot din 1966, el a fost pentru o lungă perioadă de timp director al „Școlii de Micologie” cu sediul în Trento, primind  în acest interval cele mai multe premii prestigioase italiene și internaționale. Școala poartă, din 1992, numele lui. Din anii 70 el a și fost redactor șef al magazinului Bolletino del gruppo micologico G. Bresadola di Trento. În 1978 a fost numit membru al Academia Roveretana degli agiati di Scienze, Lettere et Arti. Micologul a fost și președinte al comitetului științific G. Bresadola (din 1976) precum al Grupului micologic G. Bresadola (1987-1991).
În memoria sa, la Trento i-a fost dedicată o stradă denumită Via Bruno Cetto și, în anul 2002, a fost dezvelit un bust în onoarea lui la Levico Terme (vezi jos).

## Onoruri
Printre multele omagii obținute, de remarcat sunt acestea cinci:
- Cetățean de onoare al comunei Fogliano Redipuglia pentru merite civile
- Premiul Fluturele de aur al Provinciei Autonome Trento
- Vestmântul Sfätul Vigilio al orașului Trento
- Medalia de aur pentru meritorii de școală, cultură și artă
- În 1976, la Veneția, a fost fondat Grupul micologic Bruno Cetto în cinstea micologului.

## Opere

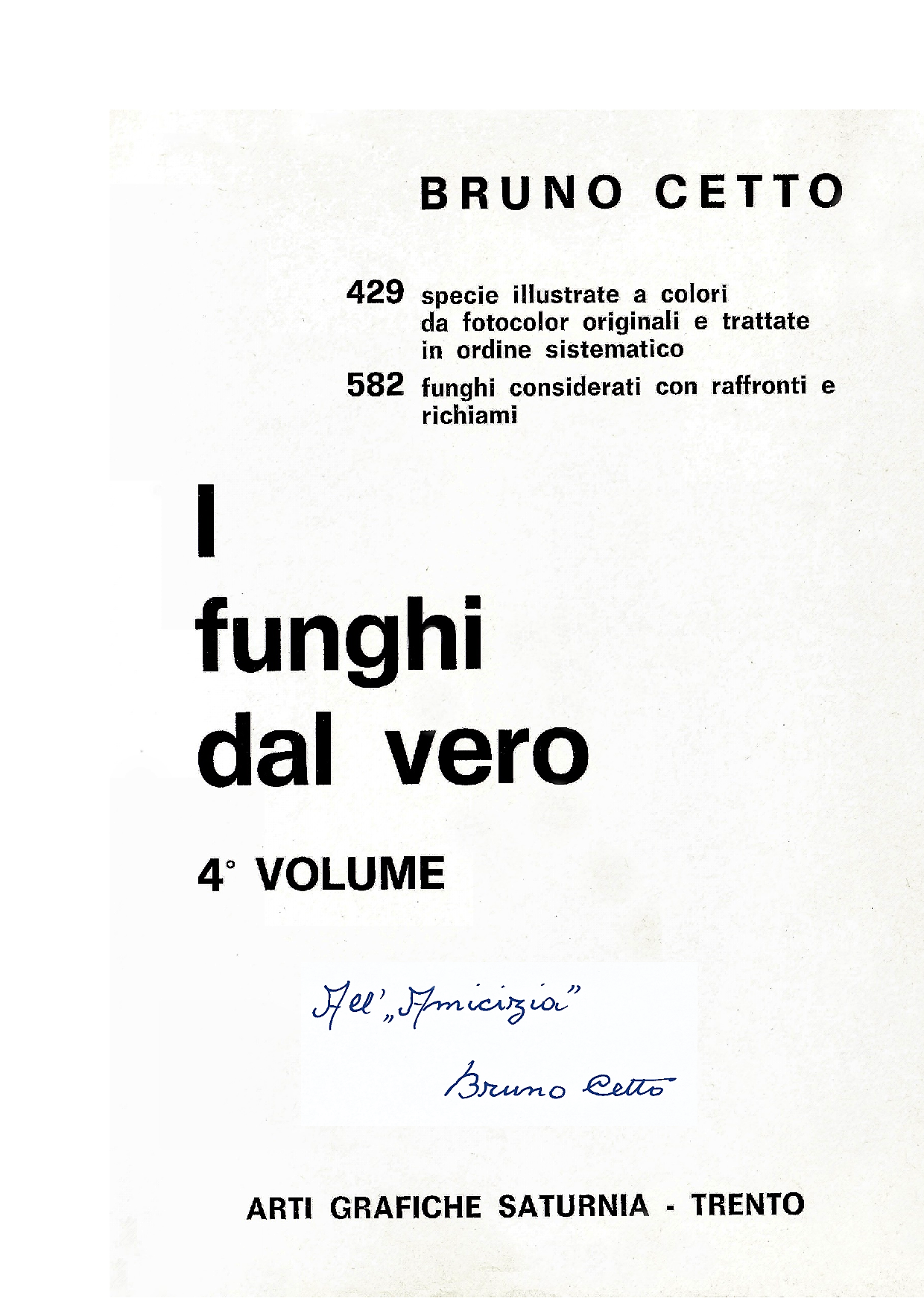
I funghi dal vero 4 cu dedicație

Bruno Cetto a scris mai multe catâtearți despre ciuperci. Cea mai mare și faimoasă lucrare, tradusă în mai multe limbi, este „I funghi dal vero” în 7 volume, cu un total de 4994 pagini și 3042 de descrieri cu tot atâtea fotografii.
Opera sa principală se numește în:
- Germania: Der große Pilzführer,
- Spania: Guía de los hongos de Europa.

### Ediția italiană
- I funghi dal vero, vol. 1, Editura Arte Grafiche Saturnia, Trento 1975, ISBN 88-85013-01-5
- I funghi dal vero, vol. 2, Editura Arte Grafiche Saturnia, Trento 1978, ISBN 88-85013-03-1
- I funghi dal vero, vol. 3, Editura Arte Grafiche Saturnia, Trento 1979, ISBN 88-85013-05-8
- I funghi dal vero, vol. 4, Editura Arte Grafiche Saturnia, Trento 1983, ISBN 88-85013-25-2
- I funghi dal vero, vol. 5, Editura Arte Grafiche Saturnia, Trento 1986, ISBN 88-85013-37-6
- I funghi dal vero, vol. 6, Editura Arte Grafiche Saturnia, Trento 1989, ISBN 88-85013-46-5
- I funghi dal vero, vol. 7, Editura Arte Grafiche Saturnia, Trento 1993, ISBN 88-85013-57-0 (editat postum)